# میگل کالدس لوئیس
میگل کالدس لوئیس (انگلیسی: Miguel Caldés Luis; ۲۷ سپتامبر ۱۹۷۰ – ۴ دسامبر ۲۰۰۰) بازیکن بیسبال اهل کوبا بود.